# 印第安格羅夫鎮區 (伊利諾伊州利文斯頓縣)
印第安格羅夫鎮區（英語：Indian Grove Township）是位於美國伊利諾伊州利文斯頓縣的一個行政鎮區。

## 地方資料
根據2010年美國人口普查的數據，印第安格羅夫鎮區的面積為94.10平方千米，當中陸地面積為93.50平方千米，而水域面積為0.60平方千米。當地共有人口4104人，而人口密度為每平方千米43.61人。